# Distrito de La Joya

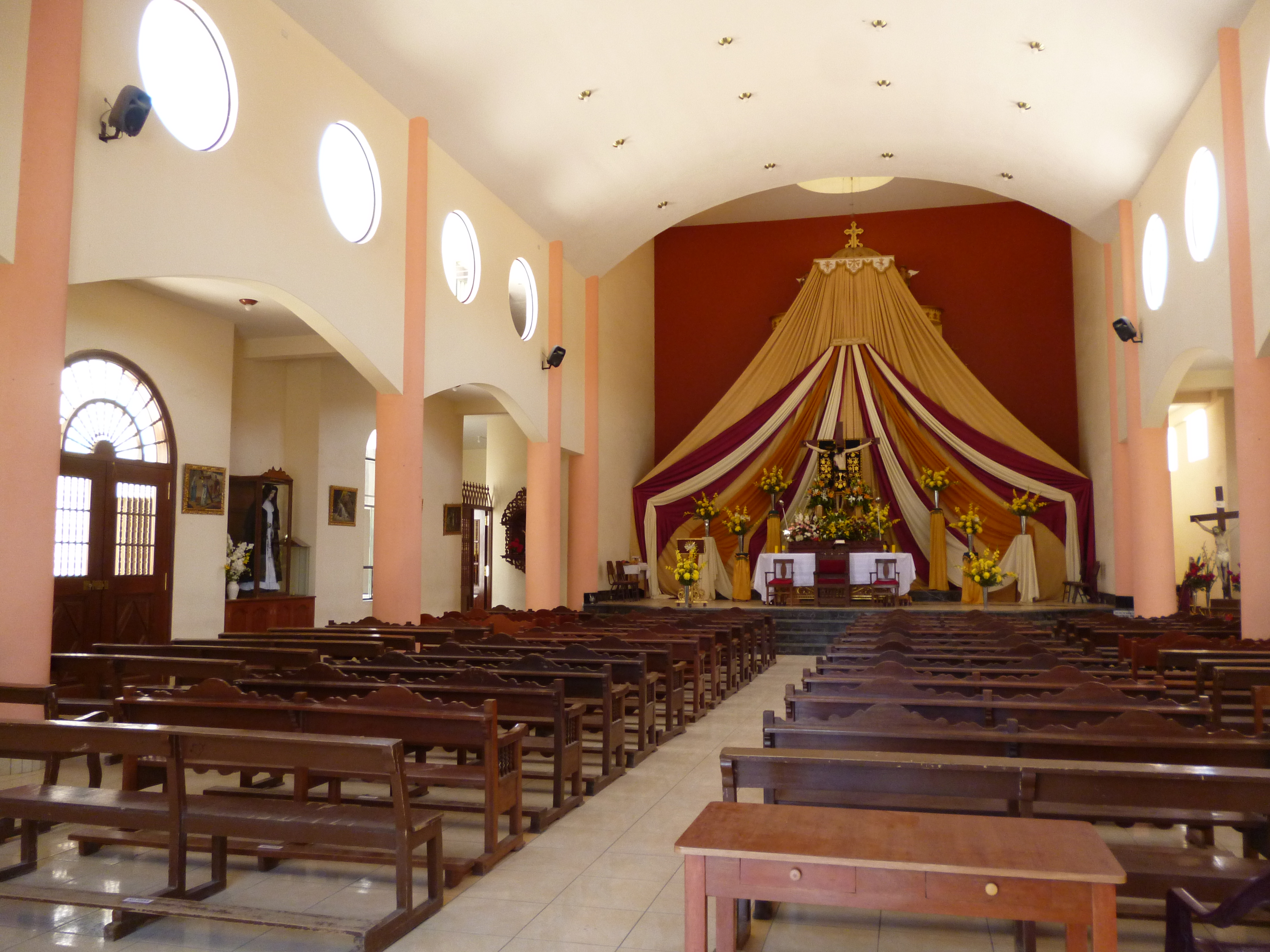
Interior de la iglesia de San José en La Joya.

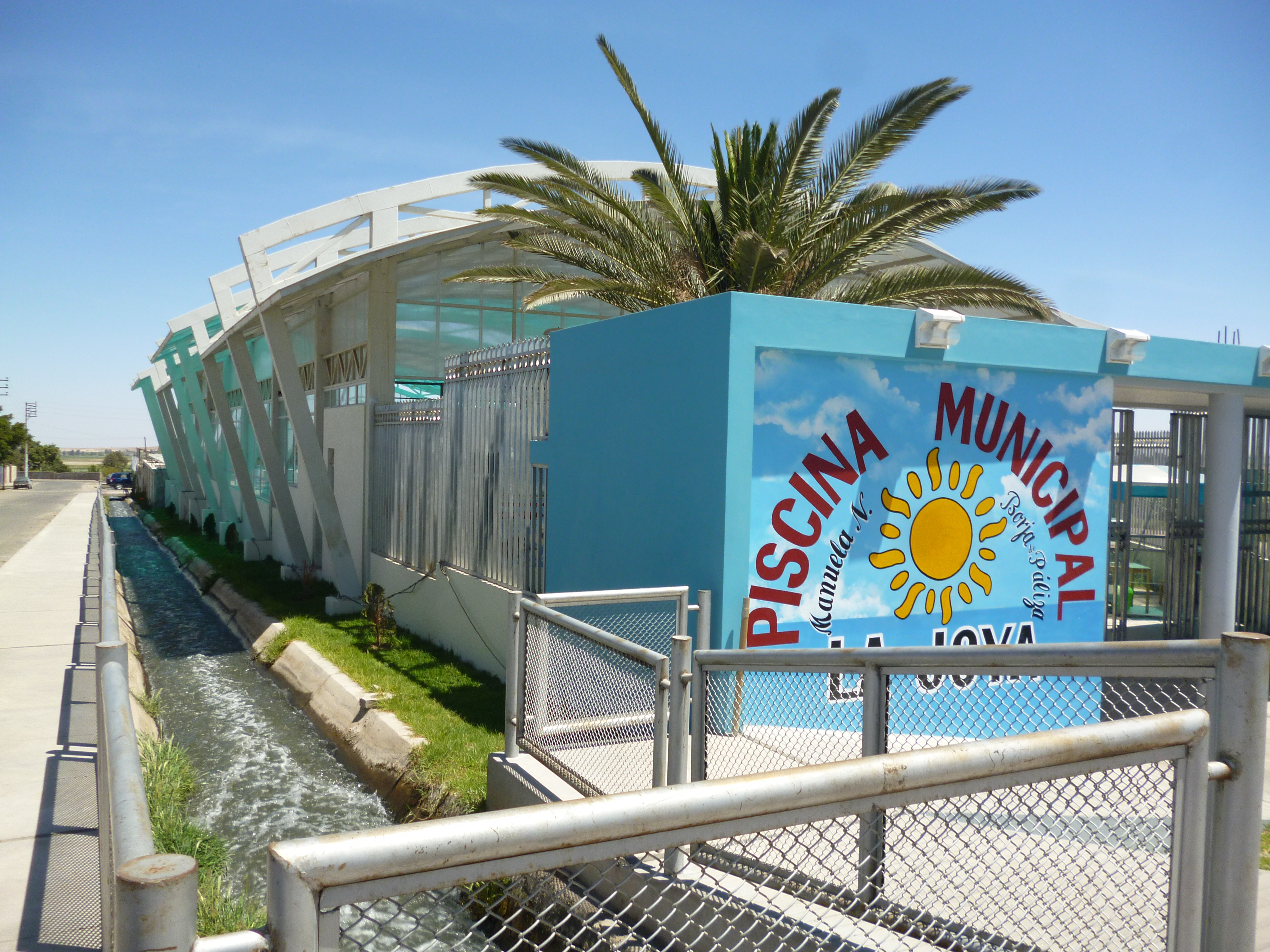
Piscina municipal.

El distrito de La Joya es uno de los veintinueve distritos que conforman la provincia de Arequipa, ubicada en el departamento de Arequipa en el Sur del Perú.

## Historia
El distrito fue creado mediante Ley 11795 del 25 de marzo de 1952, en el gobierno del Presidente Manuel A. Odría.
La creación del Distrito de La Joya, se remonta al año 1935, cuando se inicia la construcción de la infraestructura de riego, canales, bocatoma, perforaciones de túneles, canales (canal madre), repartidores y otros de la irrigación de La Joya Antigua; por entonces estas tierras formaban parte del Distrito de Vítor.
Narciso salas, Felipe Valdivia Carpio y otros vecinos, con fecha 10 de marzo de 1950 elevan un monumento conmemorativo al entonces Presidente de la República Manuel A. Odria, solicitando la creación del distrito de La Joya cuyo nombre expresa una metáfora literaria para exaltar las cualidades de los terrenos y cultivos allí existentes.
Viajes a la capital de La República, Memoriales, Cartas y Telegramas y un sinfín de gestiones logran sus frutos el 25 de marzo de 1952, fecha en que se promulga la ley N°11795 que crea el Distrito de La Joya, estableciendo como su capital la estación de Vítor, que en adelante se denominará La Joya.
El sábado 26 de julio de 1952 con asistencia de las principales autoridades del departamento de Arequipa y en ceremonia especial se crea oficialmente el Distrito de La Joya.
Las pampas de La Joya se extienden hacia el oeste de la ciudad de Arequipa a una distancia aproximada a los 65 kilómetros, ubicándose a una altura que va entre los 1169 a 1665 metros sobre el nivel del mar, se presenta como una planicie ligeramente ondulada, compuesta de salitre, cantos rodados cascajo, piedra y arena. Las pampas de La Joya, terreno abrupto, se encuentra entre Arequipa y el mar. Los valles de tambo, Vítor, Quilca, Siguas y las provincias vecinas. Las pampas del Confital de Azúcar de Huagri, Catarina del fiscal, Ratonera, Ceniza Joya, Cruz de piedra del Muerto, La Joya del tesoro, Salinillas, infiernillo, San José, , repartición, Ramal y de Vítor, forma las pamapas de Las Joya.
Una característica de las pampas es la presencia de médanos o dunas, montículos de arena en forma de media luna o cuarta creciente que se mueve, debido a los vientos, hasta 15 metros al año.
El clima es de tipo desértico (cálido y seco) y la temperatura anual media es de 18 grados centígrados, con fluctuaciones importantes entre los 10 °C. Predominan los vientos alisos, que en el día se desplazan de sur a noreste, y de noche de norte a sur , la velocidad más predomínate, se da de 4 a 6 a. m..
Las pampas de La Joya, eran pues, un paso obligado de viajeros y caravanas con productos, que se trasladaba a la ciudad de Arequipa para su comercialización.

## Geografía
Su capital es el poblado de La Joya ubicado a 1 617 m s. n. m.

## Yacimientos geológicos
En el sector conocido como Kilómetro-48 se pueden encontrar buenos ejemplares de Ignimbrita y Diorita, el Basalto suele aparecer muy raramente.
Cerca a la Planta de Tratamiento de Aguas al norte del poblado de La Joya se pueden encontrar muy raramente Andesitas y Cuarzo.
Rumbo a la Irrigación de San Camilo se puede encontrar Rocas Ígneas mezcladas con Cobre, Cuarzo Lechoso, Cuarzo Ahumado, también aparecen muy raramente rocas de Riolita.

## Vías de acceso
Se accede al Distrito de La Joya desde la ciudad de Arequipa por medio de la Panamericana sur en un trayecto que dura un promedio de 1 Hora.
- Carretera Arequipa-Kilómetro 48-El Cruce-La Joya: Correctamente asfaltada y señalizada, se sale por Uchumayo siguiendo de frente hasta llegar al Kilómetro 48, donde se toma el camino de frente(el de la izquierda va a Mollendo, Moquegua y Tacna), hasta llegar a El Cruce donde se toma el desvío hacia la derecha pasando por las extensas planicies y chacras del Valle de La Joya hasta llegar al centro poblado.

- Carretera Arequipa-Yura-La Joya(en construcción): Actualmente se está dándose los últimos detalles para su apertura, llamada la carretera más recta de todo el país, conduce directamente hasta el poblado de La Joya.

Gran cantidad de buses y Minivans ofrecen el servicio Arequipa-La Joya y viceversa.

## Autoridades

### Políticas
- - Gobernador del Distrito La Joya: '   '

### Municipales
- 2015-2018
  - Alcalde: Cristhian Mario Cuadros Treviño

, de Vamos Arequipa.
- - Regidores:

  1. Víctor Hugo Valdivia Salas (Vamos Arequipa)
  2. Juan Alberto Ponce Zegarra (Vamos Arequipa)
  3. Agustín Pedro Ramos Basurco (Vamos Arequipa)
  4. Mari Luz Ticona Coyla (Vamos Arequipa)
  5. José Luis Rivera Tejada (Vamos Arequipa)
  6. Juan Carlos Rosas Vilca (Restauración Nacional)
  7. Gavino Calisaya Sosa (Arequipa Renace)

### Religiosas
- Párrocos:
  - Parroquia "San José de La Joya": Pbro. Pascual Corahua Torres.

## Festividades
- Septiembre: Señor de La Joya.
- Octubre: Señor de los Milagros.
- Noviembre: San Martín de Porres.
- Enero:Sr Ana de los Ángeles.
- Mayo: Nuestra Señora de Fátima en "Cerrito Buena Vista".

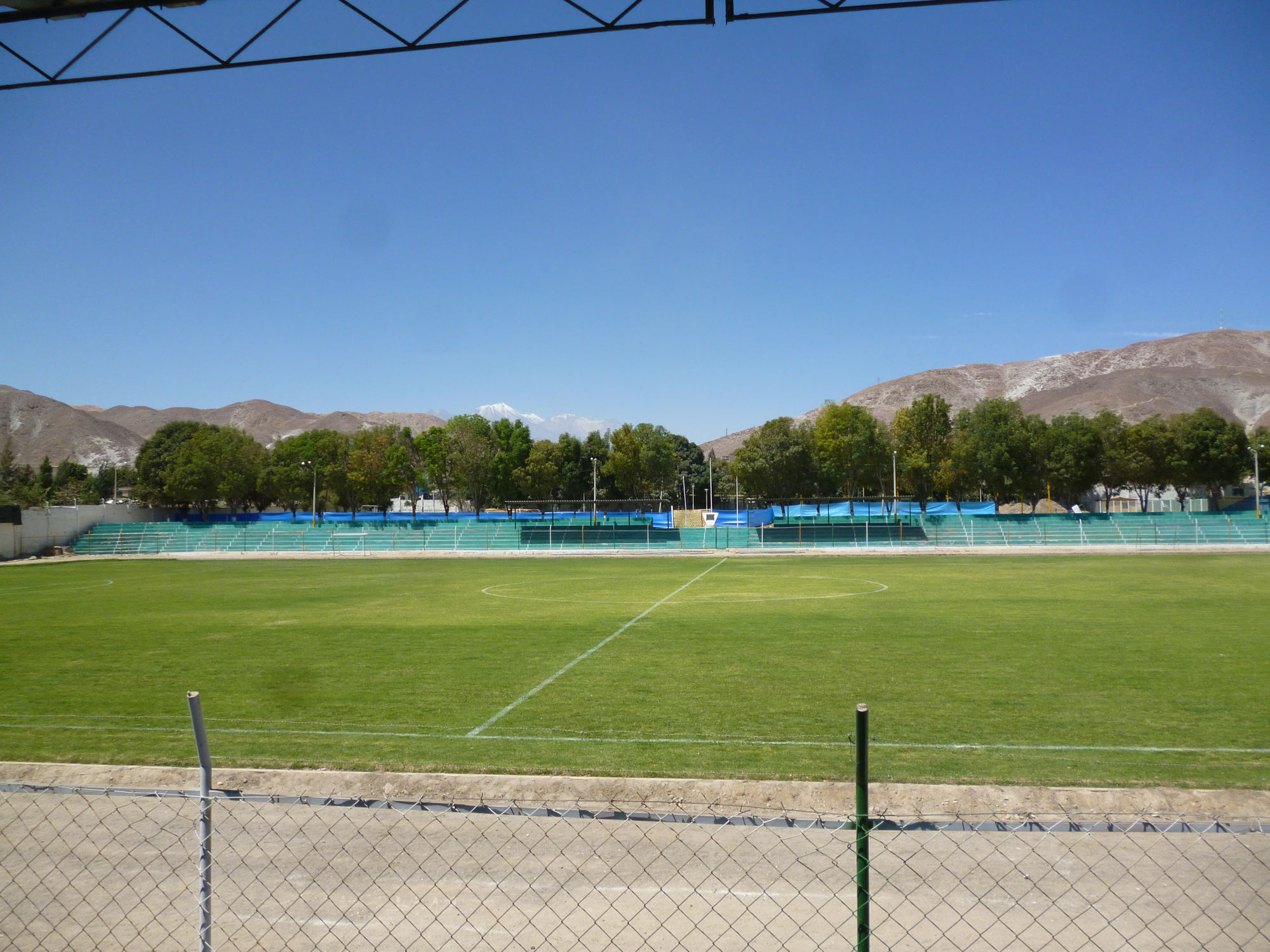
Estadio municipal.

## Deportes
El Distrito cuenta con el estadio municipal de La Joya, con capacidad para 2000 espectadores, ubicado en el Poblado Principal, donde se juega la "Copa Perú". También alberga a la Liga Distrital de La Joya.
Otros campos deportivos alternos son: el campo deportivo San Camilo, el campo deportivo San Isidro, el campo deportivo El Triunfo y el campo deportivo El Cruce.
El club de fútbol más representativo es el Club Deportivo La Joya, que fue fundado el 1° de marzo de 1953 y que desde su fundación hasta la actualidad, es el único que ha participado en todos los torneos anuales de manera ininterrumpida. El más famoso es el Club Deportivo Saetas de Oro, equipo que llegó hasta cuartos de final de la Copa Perú 2013; otros clubes son el Sporting Club "Señor de La Joya" (campeón departamental LIDEFA SuB 16 2010), el Deportivo "SUTEGA", el "Diamante Joyino", la Cooperativa "El Labrador", entre otros.